# Thélod
Thélod – miejscowość i gmina we Francji, w regionie Grand Est, w departamencie Meurthe i Mozela.
Według danych na rok 1990 gminę zamieszkiwało 217 osób, a gęstość zaludnienia wynosiła 20 osób/km² (wśród 2335 gmin Lotaryngii Thélod plasuje się na 828. miejscu pod względem liczby ludności, natomiast pod względem powierzchni na miejscu 546.).